# Geografija Maroka
Maroko je najbolj severozahodna država v Afriki, ki se razteza od Sredozemskega morja in Atlantskega oceana na severu oziroma zahodu do velikih gorskih območij v notranjosti do puščave Sahare na skrajnem jugu. Gibraltarski preliv širok  s 13 kilometrov ločuje Španijo (Evropo) od Maroka. Maroko na severu ter meji z Alžirijo in jugozahodu pa s sporno Zahodno Saharo oziroma Mavretanijo.
Teren Maroka je večinoma gorat. Gorovje Atlas se razteza od osrednjega severa proti jugozahodu. Razteza se na približno 1350 kilometrov in je hrbtenica države. Severno od gorovja Atlas je gorovje Rif, veriga, ki je podaljšek gorovja Sierra Nevada v Andaluziji v Španiji. Ogromno območje se razširi na približno 250 kilometrov od Tangerja na zahodu do Nadorja proti vzhodu.
Na zahodu države, vzdolž atlantske obale, se maroška planota razteza od Tangerja do Essaouire in sega proti planoti Saiss pri Fesu in Tansift-Alhaouz pri Marakešu. Te prostrane planote spodbujajo rodovitna kmetijska zemljišča in podpirajo 15 % lokalnega gospodarstva.
Na skrajnem jugovzhodu države so dežele zaradi bližine puščave Sahare sušne. Palmove oaze so razvite v številnih regijah, zlasti v Figuigu in Zagori.

## Geografska statistika
Koordinate32°00′N 5°00′W / 32.000°N 5.000°W
Površina
skupaj: 446.550 km2

kopno: 446.302 km2 (z zahodno Saharo 712.200 km2)

voda: 250 km2
Kopenske meje
skupaj: 2018,9 km

mejne države: Alžirija 1559 km, Zahodna Sahara 444 km, Španija (Ceuta) 6,3 km, Španija (Melilla) 9,6 km
Obala1835 km
Pomorski zahtevki
Teritorialno morje: 12 nmi (22,2 km)

Mejno območje: 24 nmi (44,4 km)

Izključna ekonomska cona: 575.230 km2 z 200 nmi (370,4 km)

Epikontinentalni pas: 200 m globine oziroma do globine izkoriščanja

## Podnebje
Podnebje Maroka lahko razdelimo na dva dela: severozahodni in jugovzhodni. Na jugovzhodu je podnebje sušno in območje slabo poseljeno. Severozahod ima blago podnebje, 95 % maroškega prebivalstva živi v teh regijah.
Poseljena območja na severozahodu države imajo večinoma sredozemsko podnebje, ker pa je država močno gorata, je očiten celinski in alpski vpliv ter oceanski vpliv ob atlantski obali. In končno, polsušno podnebje v nekaj regijah na severovzhodu, osrednjem jugu in jugozahodu.
Vzdolž sredozemske obale je podnebje tipično sredozemsko in podpira vse tipe tipične sredozemske vegetacije. Poletja so zmerno vroča, zime pa mile. Dlje od obale, v gorovje Rif, začne podnebje postajati bolj celinsko, s hladnejšimi zimami in vročimi poletji. Na nadmorski višini nad 1000 metrov je podnebje alpsko s toplimi poletji in mrzlimi zimami. Padavin je veliko več na zahodni strani kot na vzhodni strani. Povprečna letna količina padavin je med 600 in 1500 mm oziroma 300 in 700 mm. V višjih legah je snega obilo.
1. Mesta s tipičnim sredozemskim podnebjem: Tanger, Tetouan, Al Hoceima, Nador
2. Tipična mesta s celinskim vplivom: Chefchaouen, Issaguen, Targuist, Taza
3. Tipična mesta z alpskim vplivom: Bab Berred

Ob atlantski obali je podnebje sredozemsko z oceanskim vplivom. Odtis oceanskega podnebja se razlikuje vzdolž obale od regije do regije. Na splošno je predstavljen od Asilaha do Essaouire. Poletja so topla do zmerno vroča, zime pa hladnejše kot na sredozemski obali. Dlje od obalnih dežel, v gorovje Atlas, začne podnebje postajati bolj celinsko, s hladnejšimi zimami in vročimi poletji. Na nadmorski višini nad 1000 metrov je podnebje tipično alpsko, s toplimi poletji in mrzlimi zimami. Padavin je na splošno veliko. Povprečne letne padavine so med 500 in 1800 mm na severu, vendar ko se premikate proti jugu, povprečje pada za približno 100 do 200 mm. V višjih legah je snega obilo. Obstajata dve smučarski postaji, ena v srednjem Atlasu Mischliffen in druga v Visokem Atlasu, Oukaïmeden.
1. Tipična mesta pod vplivom oceana: Rabat, Casablanca, Essaouira, Larache
2. Tipična mesta s celinskim vplivom: Fès, Meknes, Khenifra, Beni Mellal
3. Tipična mesta z alpskim vplivom: Ifrane, Azrou, Midelt, Imouzzer Kandar

Južne regije na severozahodu so polsušne. Padavin je manj in je med 250 in 350 mm letno. Čeprav se temperaturna območja na splošno ne spreminjajo v primerjavi z zgornjimi provincami
Tipični mesti s takšno klimo sta Agadir in Marakeš.

## Fizična geografija
Severna obala in notranjost sta gorati z velikimi območji mejnih planot, medgorskimi dolinami in bogatimi obalnimi nižinami. Severne gore so geološko nestabilne in podvržene potresom.
Maroko ima strateško lego ob Gibraltarskem prelivu, vodni poti, ki povezuje Sredozemsko morje in Atlantski ocean.
Ekstremne višine
Najnižja točka: Sabka Tah −55 m

Najvišja točka: Džebel Toubkal 4165 m
Najdaljša rekaDraa (1100 km)
Naravni virifosfati, železova ruda, mangan, svinec, cink, ribe, sol
Raba zemljišča
Njive: 17,5 %

Trajni nasadi: 2,9 %

Trajni pašniki: 47,1 %

Gozdovi: 11,5 %

Drugo: 21,61 % (2011)

Namakana zemlja: 14.850 km² (2004)
Skupni obnovljivi vodni viri29 km3 (2011)
Naravne nevarnostiobčasne suše

## Okolje

### Ekoregije
Sredozemski gozdovi in makija
- Sredozemski suhi gozdovi in stepe
- Sredozemski gozdovi in gozdovi
- Sredozemske akacijevo-arganijeve suhe gozdove in sočne goščave

Gozd iglavcev zmernega pasu
- Sredozemski iglasti in mešani gozdovi

Gorska travišča in makija
- Sredozemska brinova stepa visokega Atlasa

Puščava in suha makija
- Severnosaharske stepe in gozdovi

Sladkovodne ekoregije
- Stalni Magreb
- Začasni Magreb

Morske ekoregije
- Alboransko morje
- Saharski dvig

### Aktualna okoljska problematika
Degradacija tal/dezertifikacija (erozija tal zaradi kmetovanja obrobnih območij, prekomerna paša, uničevanje vegetacije); zaloge vode, onesnažene s surovo odplako; zamuljenje rezervoarjev; onesnaženje obalnih voda z nafto.

### Mednarodni okoljski sporazumi
- Maroko je podpisnik: biotska raznovrstnost, Okvirna konvencija Združenih narodov o spremembi podnebja, Kjotski protokol, dezertifikacija, ogrožene vrste, nevarni odpadki, pravo morja, Londonska konvencija o preprečevanju onesnaževanja morja z odlaganjem odpadkov in drugih snovi, Montrealski protokol, Mednarodna konvencija o preprečevanju onesnaženja morja z ladij, Ramsarska konvencija, Mednarodna konvencija o ureditvi kitolova.
- podpisan, vendar ne ratificiran: Konvencija o spremembi okolja

## Ekstremne točke
To je seznam skrajnih točk Maroka, točk, ki so bolj severno, vzhodno ali zahodno kot katera koli druga lokacija.
- Najsevernejša točka – Pointe Leona,[1] regija Tanger-Tetouan-Al Hoceima
- Skrajna vzhodna točka – neimenovana točka na meji z Alžirijo neposredno vzhodno od mesta Iche, vzhodna regija
- Najzahodnejša točka – točka, kjer meja z Zahodno Saharo vstopi v Atlantski ocean, regija Guelmim-Oued Noun
  - Opomba: Maroko nima najjužnejše točke, njegova južna meja z Zahodno Saharo poteka po zemljepisni širini 27° 40′ severno.